# Čabar
Čabar è una città croata della regione litoraneo-montana. È situata a ridosso del confine con la Slovenia e conta 3 239 abitanti. La sede municipale conta 332 abitanti.
Durante la Seconda guerra mondiale, sotto occupazione italiana dal 1941 al 1943, venne denominata Concanera.

## Società

### Evoluzione demografica
Abitanti censiti

## Località
Il comune di Čabar è diviso in 42 insediamenti (naselja) di seguito elencati. Tra parentesi il nome in lingua italiana, desueto.
- Bazli
- Brinjeva Draga
- Čabar, capoluogo
- Crni Lazi
- Donji Žagari
- Fažonci
- Ferbežari
- Gerovo
- Gerovski Kraj
- Gorači
- Gornji Žagari
- Hrib
- Kamenski Hrib
- Kozji Vrh
- Kraljev Vrh
- Kranjci
- Lautari
- Lazi
- Makov Hrib
- Mali Lug
- Mandli
- Okrivje
- Parg
- Plešce (durante l'occupazione italiana Plescizza)
- Podstene
- Požarnica
- Prezid (durante l'occupazione italiana Presidio)
- Prhci
- Prhutova Draga
- Pršleti
- Ravnice
- Selo
- Smrečje
- Smrekari
- Sokoli
- Srednja Draga
- Tropeti
- Tršće (durante l'occupazione italiana Terschia)
- Vode
- Vrhovci
- Zamost
- Zbitke